# Unione Forense per la Tutela dei Diritti Umani
L’Unione forense per la tutela dei diritti Umani (UFTDU) è un’associazione fondata il 2 marzo 1968 da Giuliano Vassalli, Giovanni Conso, Carlo Fornario e Mario Lana, con lo scopo di diffondere la conoscenza delle norme interne e di carattere internazionale riguardanti la tutela dei diritti umani e di promuoverne l’osservanza concreta ed effettiva in sede giurisdizionale, amministrativa e legislativa.
La sede principale è a Roma.

## Le principali attività di UFTDU

### Network di organizzazioni internazionali
L’UFTDU, presieduta dall’avvocato Anton Giulio Lana, opera sul territorio nazionale attraverso sezioni regionali e partecipa ad una pluralità di network di organizzazioni internazionali, come la Federazione internazionale dei diritti umani (FIDH), l’Istituto dei diritti dell’uomo e degli avvocati europei (IDHAE), e il Consiglio italiano dei rifugiati (CIR).

### Formazione
In linea con gli obiettivi dell’Associazione, l’UFTDU opera nel campo della formazione.
Dal 1989 è attivo il Corso di specializzazione “Tutela europea dei diritti umani”.
L’Associazione è riconosciuta dal Consiglio Nazionale Forense (CNF) come associazione specialistica maggiormente rappresentativa, e cura in tale veste la formazione per lo status di avvocato specializzato in diritto internazionale.
L’UFTDU è impegnata anche nel Corso di specializzazione “Migrazioni, integrazione e democrazia –profili giuridici, sociali e culturali”.

### Advocacy
L’Associazione si occupa di Advocacy mediante procedure giudiziarie davanti alle Corti internazionali (Corte europea dei diritti dell’uomo e Corte di giustizia dell’Unione Europea) e non giudiziarie dinanzi ai comitati dell'Organizzazione delle Nazioni Unite attraverso la redazione dei rapporti ombra.
L’Unione si è contraddistinta per aver presentato ricorsi di fronte alla Corte europea dei Diritti Umani in occasione dei respingimenti in Libia, nello specifico del Caso Hirsi, della situazione degli apolidi sloveni, nello specifico del Caso Kuric c. Slovenia, e della tutela ambientale, nello specifico del Caso Smaltini e le emissioni pericolose dell’ILVA.

### Informare, denunciare, proteggere
Dal 2004 l’Unione Forense per la Tutela dei Diritti Umani è membro della Fédération Internationale des Ligues des Droits de l’Homme (FIDH). La FIDH è stata creata nel 1922 su iniziativa di alcune organizzazioni nazionali europee, comprese le leghe dei diritti umani francese e tedesca, mira a migliorare la collaborazione tra i diversi paesi nella tutela dei diritti umani. Per la FIDH la trasformazione è prima di tutto responsabilità degli attori locali e per questo motivo sviluppa alleanze e partnership con attori che possono portare un cambiamento nelle proprie società. Attualmente la FIDH raggruppa 192 organizzazioni nazionali di difesa dei diritti umani in 112 paesi.

### L'Osservatorio permanente della giurisprudenza della Corte Europea dei Diritti dell’Uomo (CEDU)
L’osservatorio nasce da un’idea di Anton Giulio Lana con l’obiettivo di diffondere la giurisprudenza della Corte europea dei diritti umani in Italia. Sebbene essa costituisca il fondamentale punto di riferimento per la corretta interpretazione e l’effettiva applicazione a livello interno dei diritti tutelati dalla CEDU, ad oggi è ancora troppo poco conosciuta a causa degli oggettivi ostacoli di carattere linguistico. Le sentenze e le decisioni della Corte europea sono redatte in una delle due lingue ufficiali del Consiglio d’Europa (inglese e francese) e solo raramente in entrambe le lingue.
Nel febbraio 2008 l’Unione Forense per la Tutela dei Diritti dell’Uomo ha vinto un bando di concorso indetto dal Dipartimento per le Pari Opportunità della Presidenza del Consiglio deli Ministri per la realizzazione del primo Osservatorio permanente della giurisprudenza della Corte europea dei diritti umani in Italia. L’Osservatorio è stato finanziato dal Dipartimento per il biennio 2008-2009 e dal Consiglio Nazionale Forense per il biennio 2010-2011. L’Osservatorio permanente della giurisprudenza della CEDU è stato nuovamente finanziato nel 2021 dalla fondazione Terzo Pilastro Internazionale. 
L’Osservatorio consiste nella traduzione in lingua italiana, da parte di un Team di giuristi esperti nella materia della CEDU, delle pronunce della Corte europea diverse da quelle adottate nei confronti dell’Italia (la cui traduzione è curata dal Ministero della Giustizia) e delle risoluzioni del Comitato dei Ministri. Attraverso l’attività di traduzione l’Osservatorio si propone di: rendere fruibili le sentenze CEDU più rilevanti per il mediterraneo (con particolare attenzione a quelle emesse in materia di fenomeni migratori, respingimenti in mare, di asilo e di rifugiati); agevolare il grado di accessibilità della giurisprudenza CEDU attraverso la realizzazione di un sito dedicato; sensibilizzare sulle tematiche grazie anche l’ausilio di seminari, momenti di studio e approfondimento. 

### La Rivista
L’UFTDU pubblica dal 1990 la rivista scientifica quadrimestrale “I diritti dell’uomo. Cronache e battaglie”, edita dall’Editoriale scientifica di Napoli, che offre un’informazione critica e di documentazione del panorama normativo e giurisprudenziale in materia.

## I Premi
L'Unione forense per la tutela dei diritti umani ha ricevuto numerosi premi, tra i quali:
- Premio Città Santa Marinella nel 2006 in riconoscimento del ruolo culturale svolto dall'Associazione;
- Premio Sapienza Human Rights Award nel 2016 per l'eccezionale contributo alla causa dei diritti umani e alla loro promozione;
- Medaglia di riconoscimento da parte del Presidente della Repubblica, Sergio Mattarella, nel 2018, in occasione del 50º anniversario dell'Associazione;
- Medaglia di riconoscimento da parte del Presidente della Repubblica, Sergio Mattarella, nel 2020, in occasione del Convegno “Intelligenza artificiale e diritti umani”.

Il Presidente dell'UFTDU, l'Avv. Prof. Anton Giulio Lana è membro permanente della giuria del Premio Internazionale per i diritti dell'uomo Ludovic Trarieux  costituito in seno all'Istituto dei diritti dell'uomo e degli avvocati europei (IDHAE).